# Sprée
Pour les articles homonymes, voir Spree (homonymie).
La Sprée, /spʁe/ ou  la Spree, (en allemand : Die Spree /ʃpʁeː/  ; en tchèque : Spréva) est une rivière allemande et tchèque, affluent de la Havel, donc sous-affluent de l'Elbe.

## Étymologie
Le nom Spree est un nom slave venant d'un nom germanique, apparenté aux verbes spreizen (allemand, « écarter ») et to spread (anglais, « disperser »). Le nom décrit les nombreuses bifurcations du cours d'eau. Le nom se trouve écrit pour la première fois dans un document de 965 sous l'orthographe Sprewa, presque le nom actuel tchèque, Spréva ou Sprjewja/Sprowja en sorabe. Les Sorabes sont le  dernier groupe slave vivant en Saxe et Brandebourg, la plupart dans le bassin de la Sprée.

## Géographie
La Sprée est longue d'environ 400 km, parmi lesquels 182 km sont navigables. Le bassin versant de la rivière s'étend sur 10 105 km2. 

### Sources

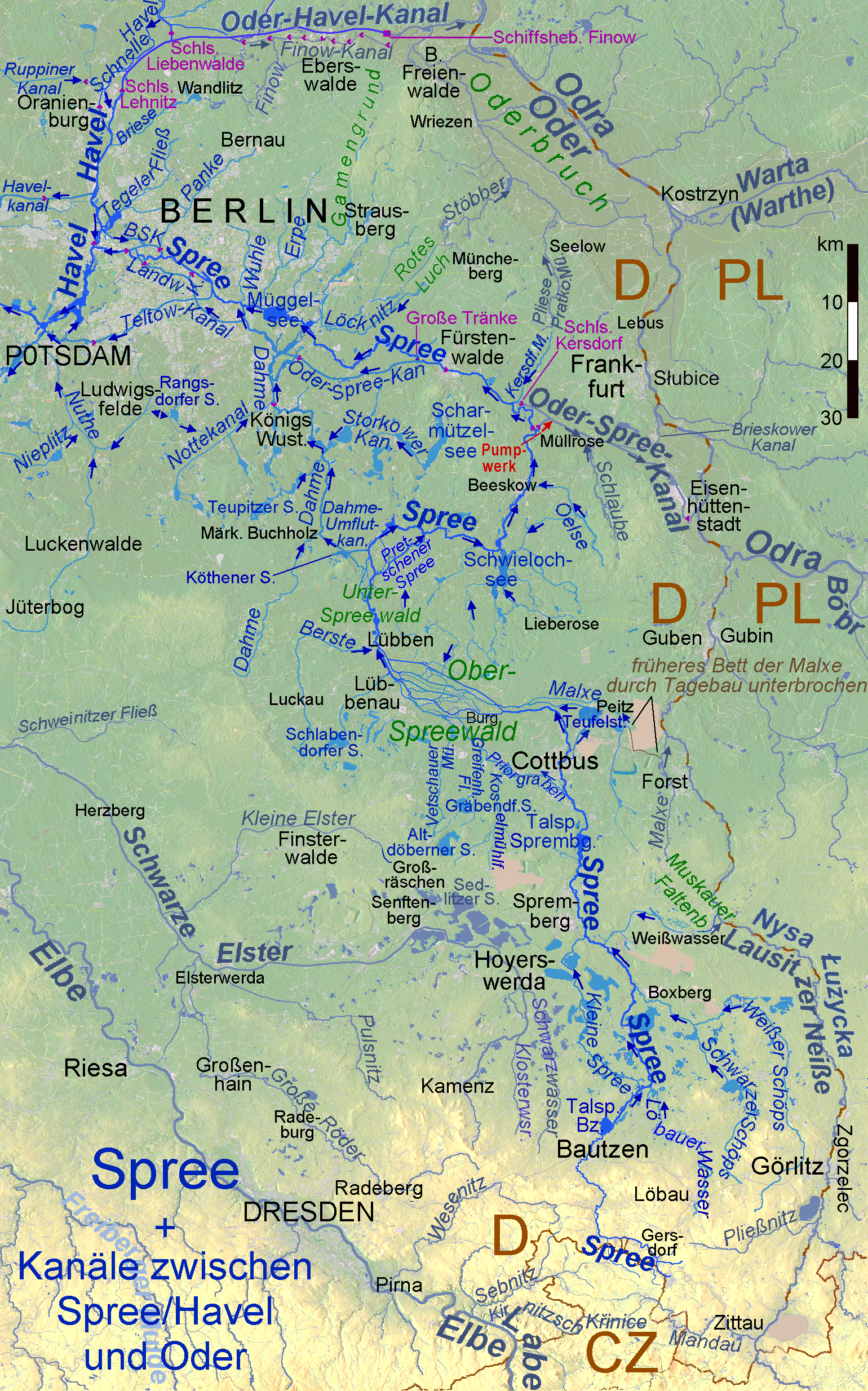
Le cours de la Sprée et les canaux entre le cours Sprée-(basse) Havel et l'Oder

La Sprée prend sa source dans le land de Saxe près de la frontière tchèque, en trois endroits : deux sur le territoire d'Ebersbach-Neugersdorf, le troisième à Kottmar. Puis au bout de 700 m de parcours, elle longe le territoire tchèque sur environ 1,5 km.

### Le cours en Saxe
Autour de Bautzen, sur le plateau en aval des Monts de Lusace, la Sprée traverse une vallée encaissée. Elle y est régulée depuis 1975 par le barrage du Bautzen. Près du hameau de Klix (Commune de Großdubrau), la rivière se divise pour former la Kleine Spree (Petite Sprée). Quant à la branche principale, elle a été rescindée à l’aval de Boxberg pour agrandir une mine de lignite à ciel ouvert.
Près du village de Spréewitz (Commune de Spreetal) le cours principal et la Kleine Spree se réunissent.

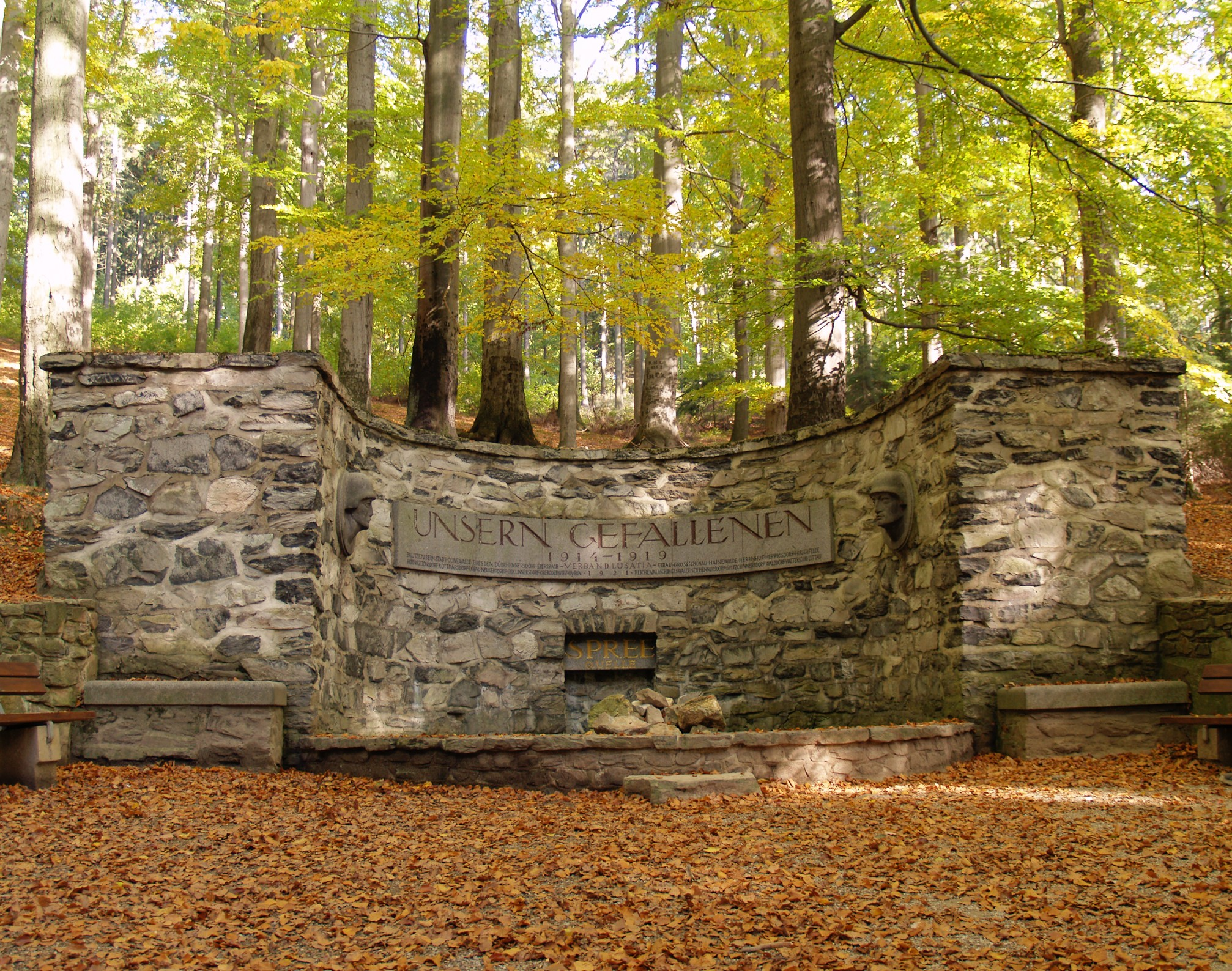
La source de Kottmar est l'une des trois sources de la Sprée.
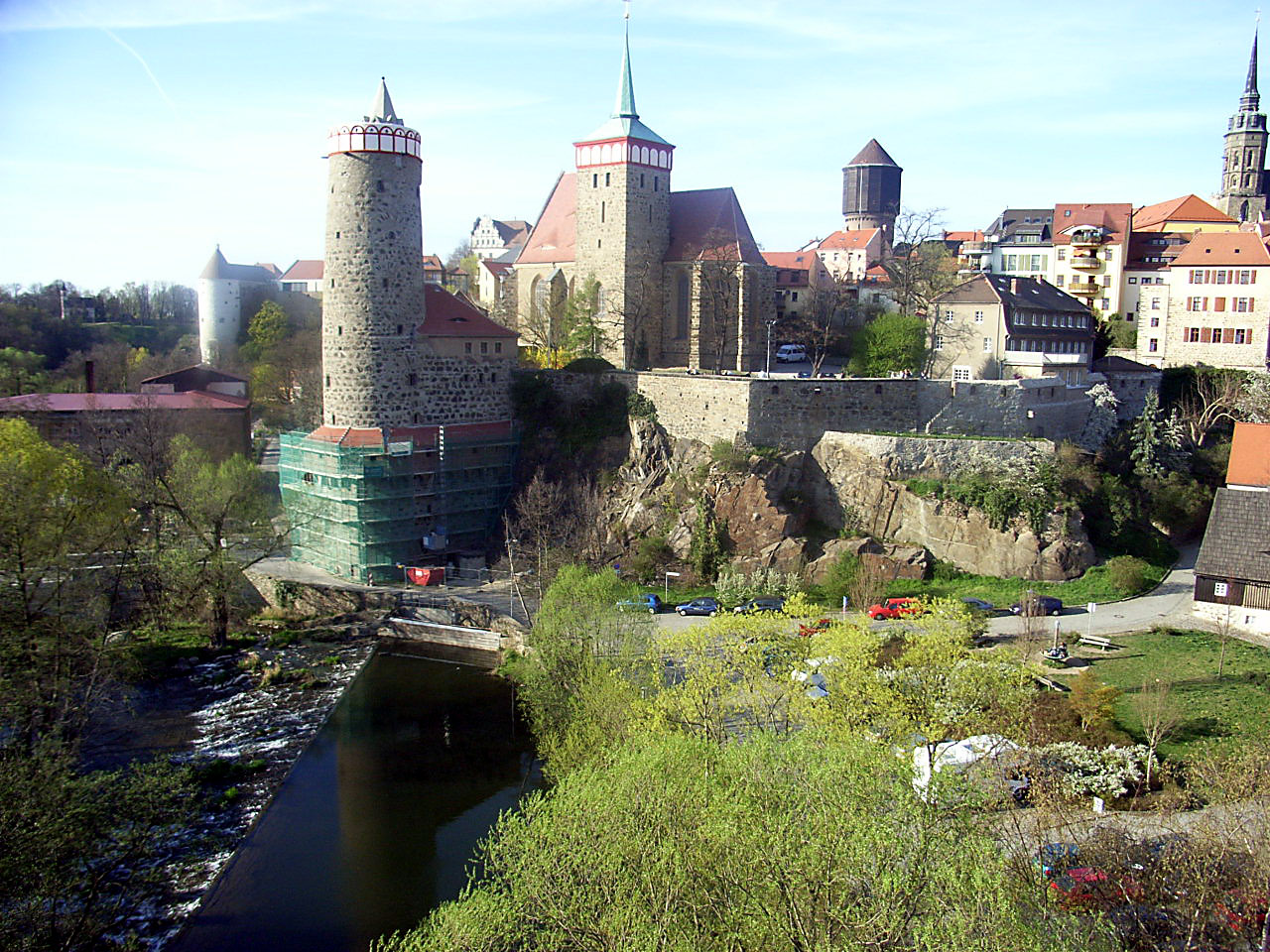
La Sprée au vieux bourg de Bautzen.
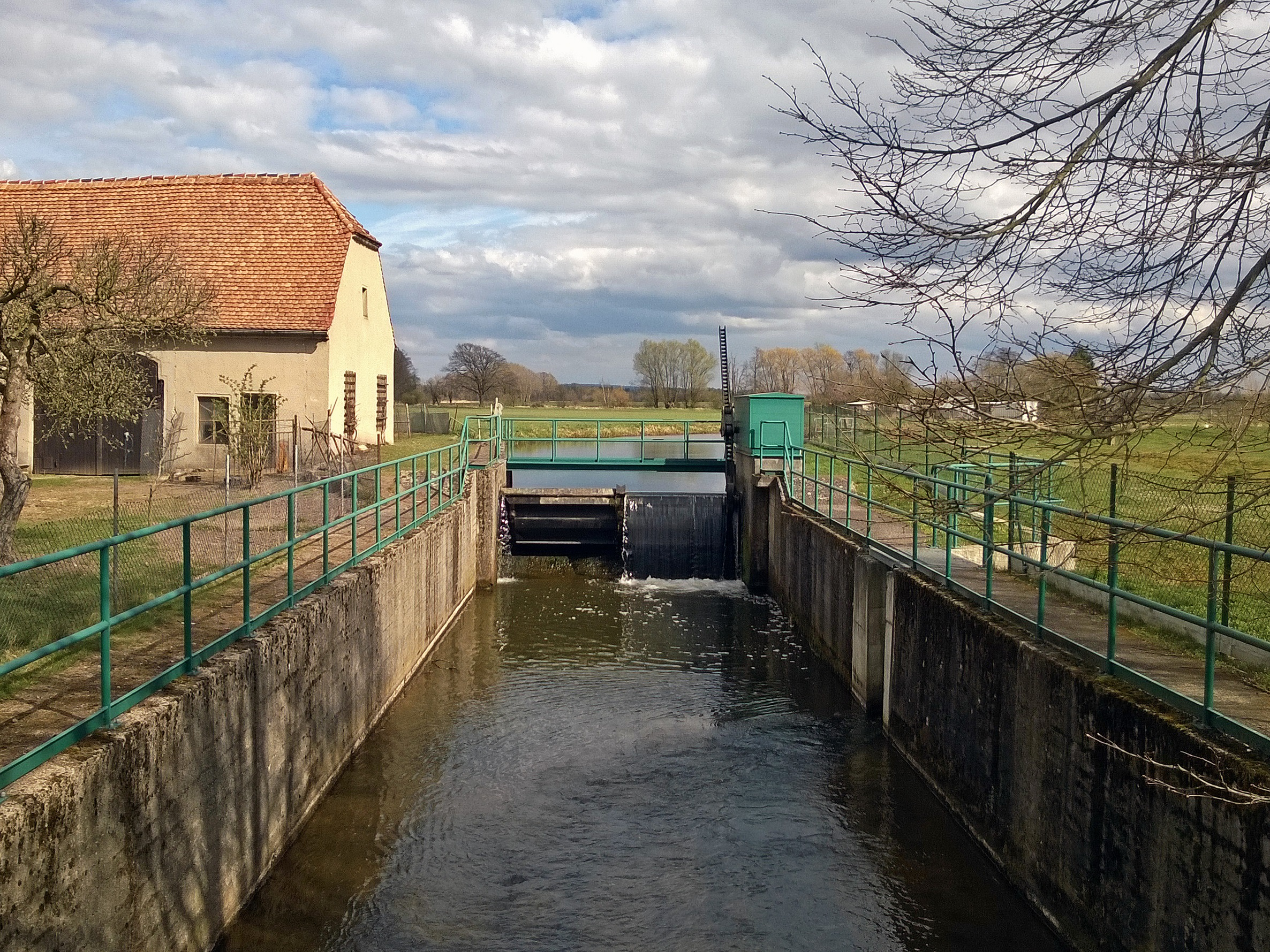
Embranchement de la Kleine Sprée depuis l'amont.

### Le cours en Brandebourg
Le premier grand barrage sur la Sprée, le Talsperre Spremberg, fut construit au nord du Spremberg en 1965. À partir de la ville de Cottbus, la Sprée forme un réseau étendu de petits cours d'eau, naturels ou canalisés, dans la forêt de la Sprée. Un des fleuves de la forêt, la Malxe, venait originellement d'une source près de la Neisse de Lusace, mais son cours naturel fut détourné pour l’exploitation d’un gisement de lignite. Aujourd'hui, la section supérieure se jette dans la Neisse par un canal. La forêt de la Sprée a une partie plus connue, la Oberwald de Lübben, et une partie moins connue au nord de Lübben, la UnterSpreewald. Le Dahme-Umflutkanal (« canal de contournement de la Dahme ») bifurque alors à gauche.

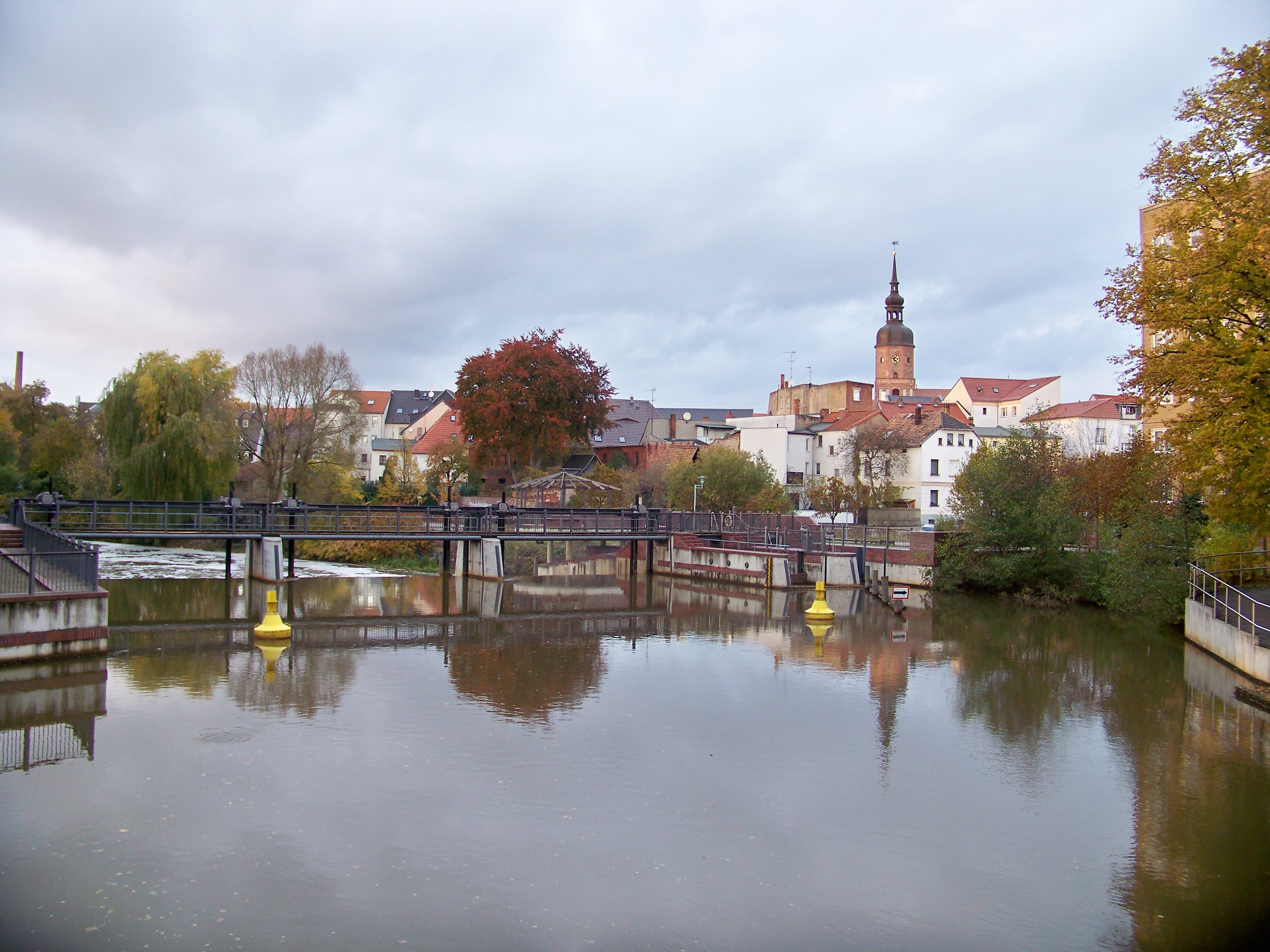
La Sprée à Spremberg.
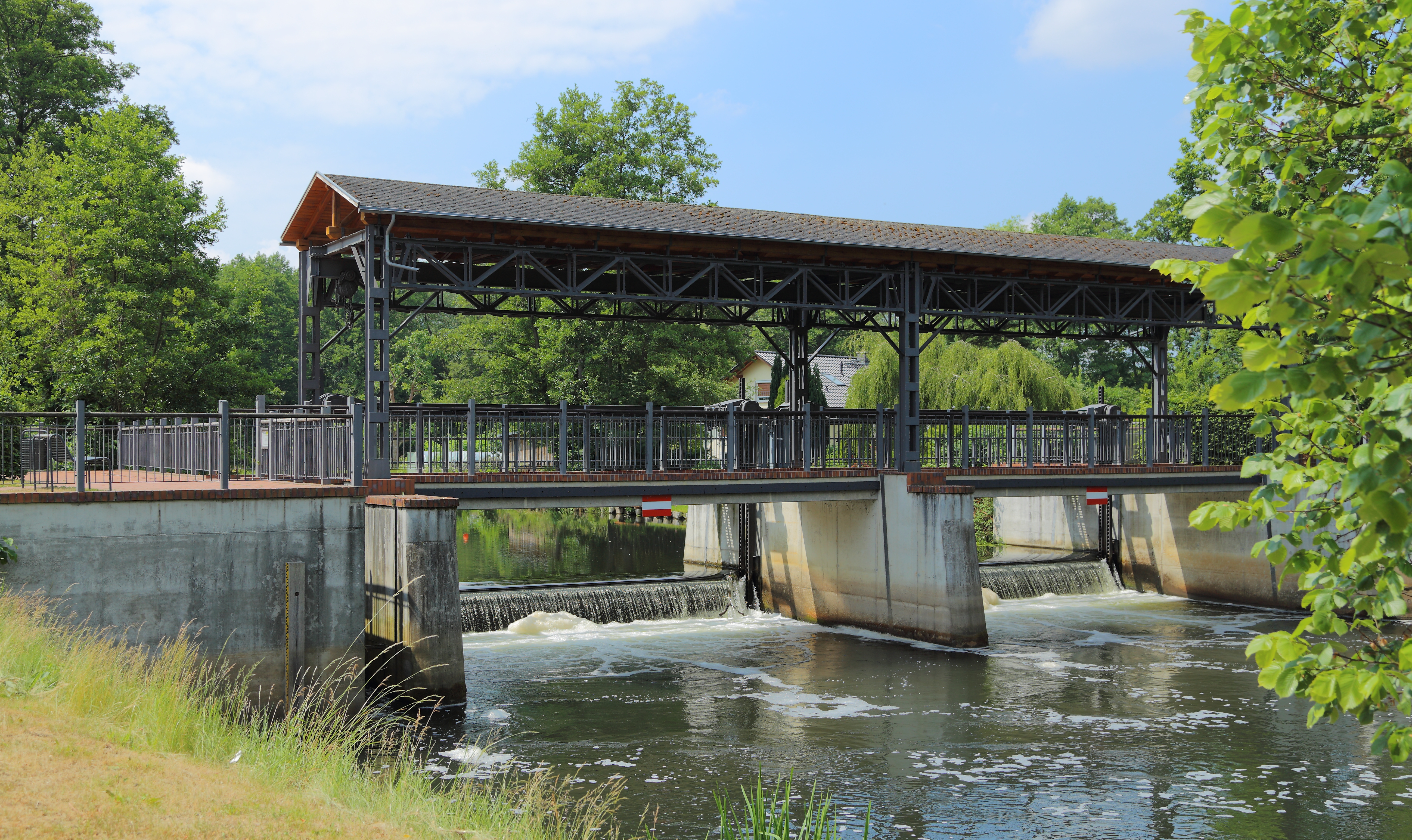
Un des barrages à Lübben.
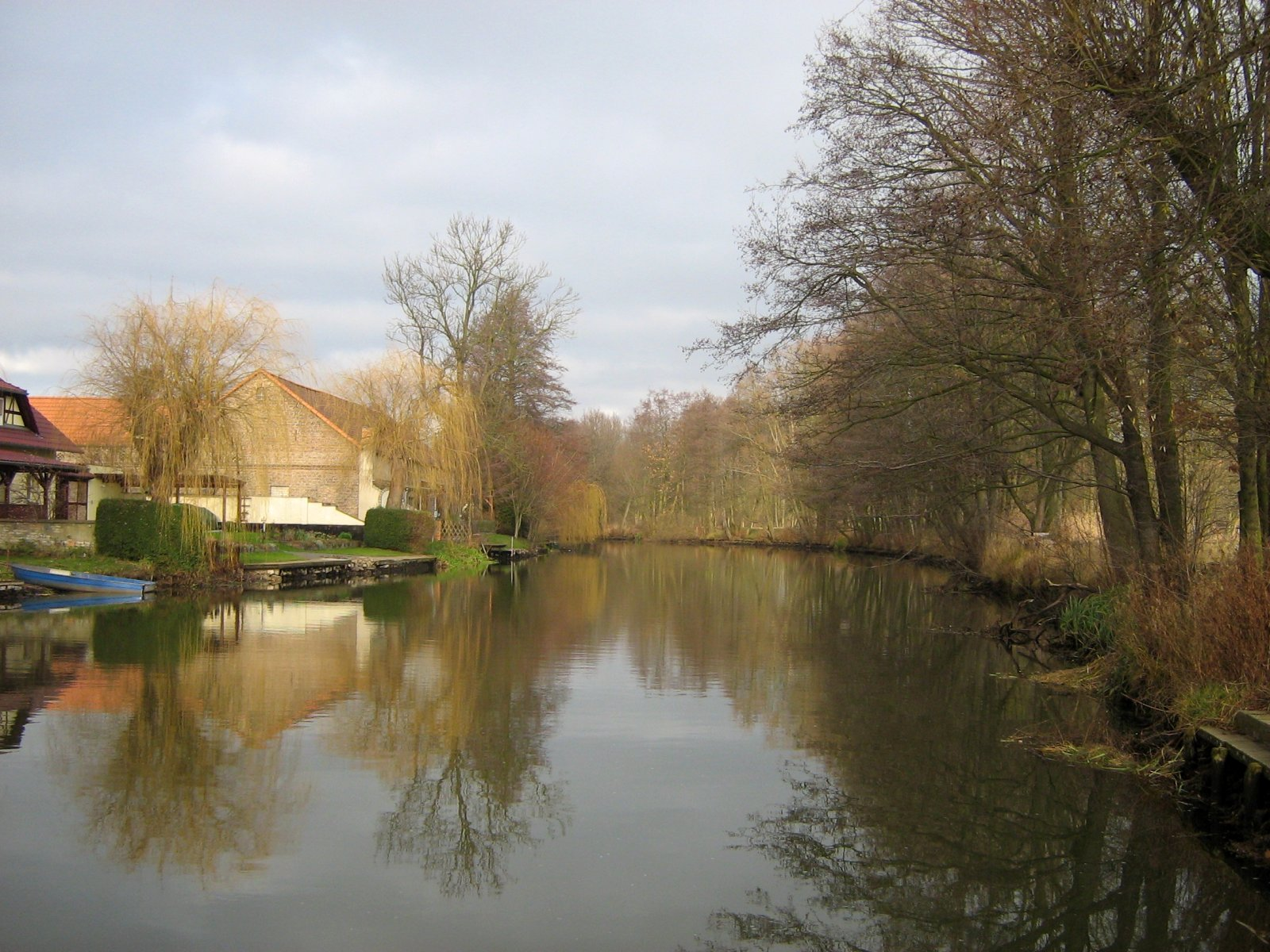
Basse-forêt-de-la-Sprée.
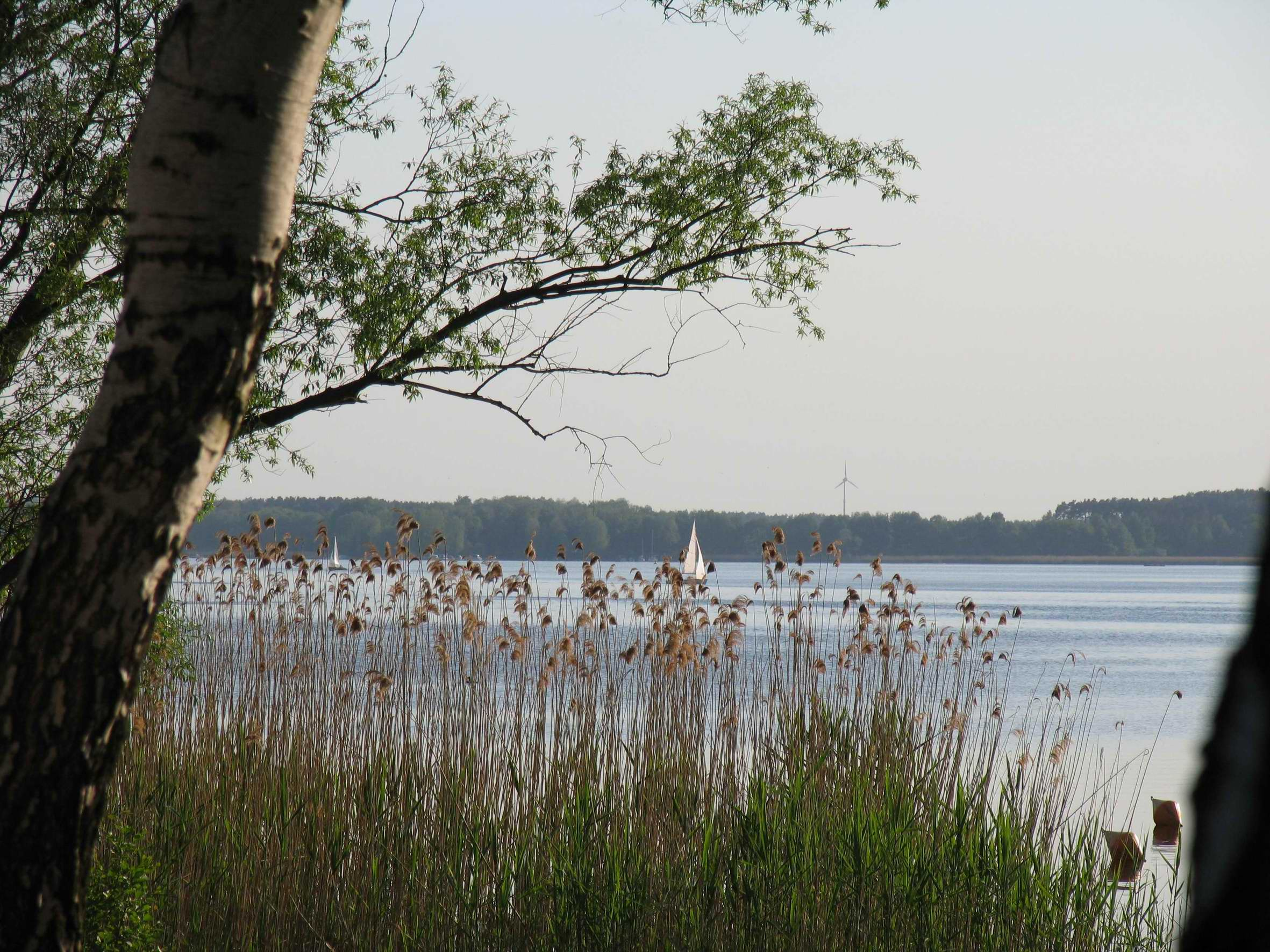
Lac de Schwieloch.
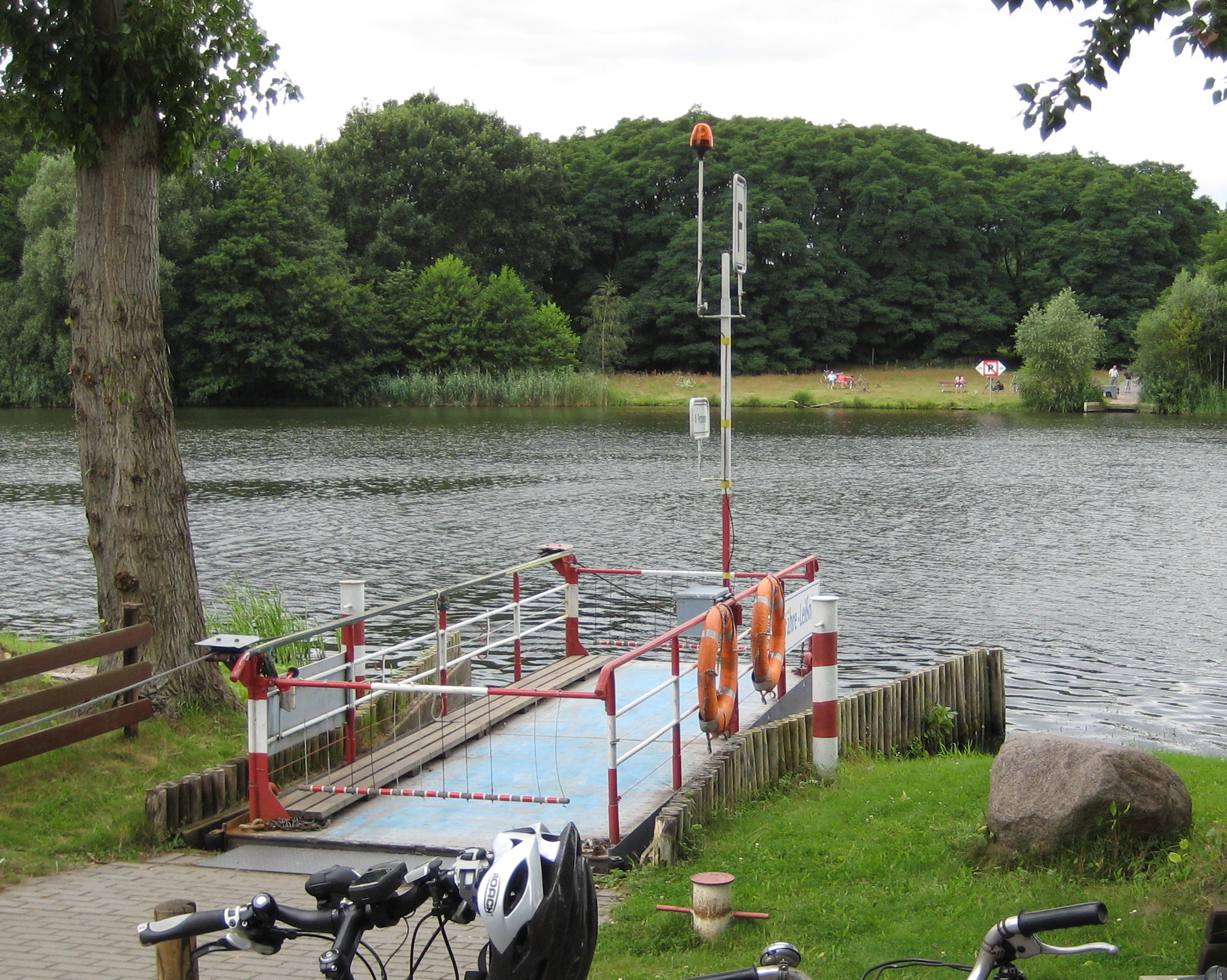
Bac nord du lac de Schwieloch.
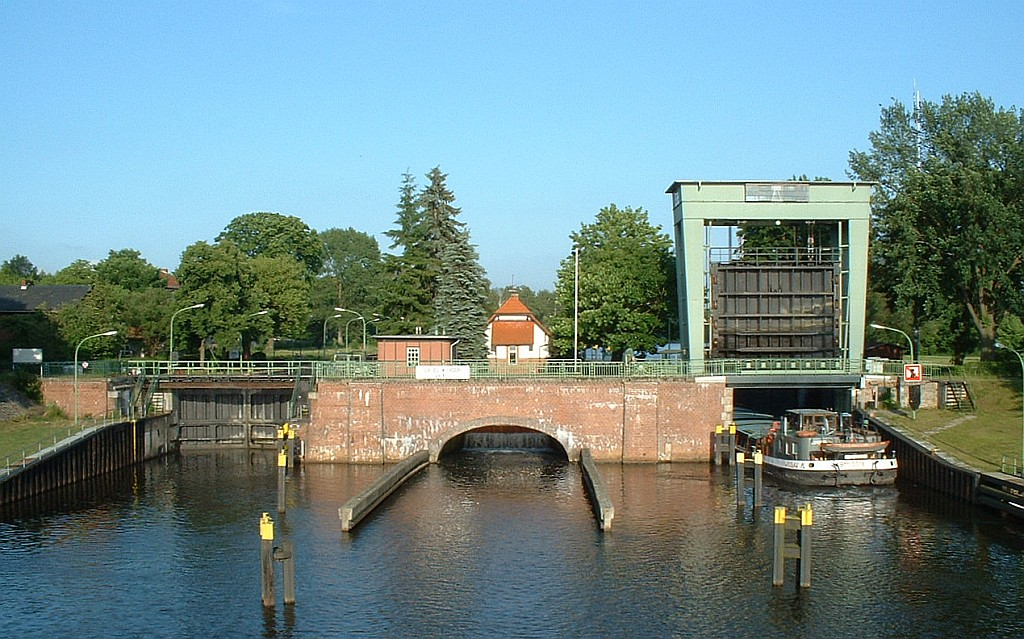
Écluse de Wernsdorf, bouche du canal de l'Oder à la Sprée dans la Dahme.

À partir de cette bifurcation, la Sprée tourne à l'est jusqu'au Lac de Schwieloch, puis poursuit son cours vers le nord. Là, elle rencontre la section orientale du canal de l'Oder à la Sprée. Après l'écluse de Kersdorf, la Sprée coule a l'ouest et passe par la ville de Fürstenwalde. Ensuite, au barrage du Große Tränke (« le Grand Abreuvoir »), le cours bifurque à la MüggelSprée. Un canal de navigation qui représente la section occidentale du canal de l'Oder à la Sprée, relie le lac de Seddin à la Dahme. Les péniches circulent sur la Dahme jusqu'à Berlin.

### Le cours à Berlin
À Berlin, la Sprée coule dans le lit de la vallée proglaciaire de Berlin. Ainsi, peu après avoir franchi les limites de la capitale, elle traverse le grand lac de Müggelsee (Großer Müggelsee) en passant par le petit lac de Müggelsee (Kleiner Müggelsee). Au niveau du quartier de Köpenick, elle reçoit les eaux de la rivière Dahme. La petite île du centre de Berlin est nommée la Spreeinsel. Vers Nordhafen, la Panke vient alimenter la Sprée. C'est finalement au niveau du quartier de Spandau qu’elle se jette dans la Havel par la rive gauche. 

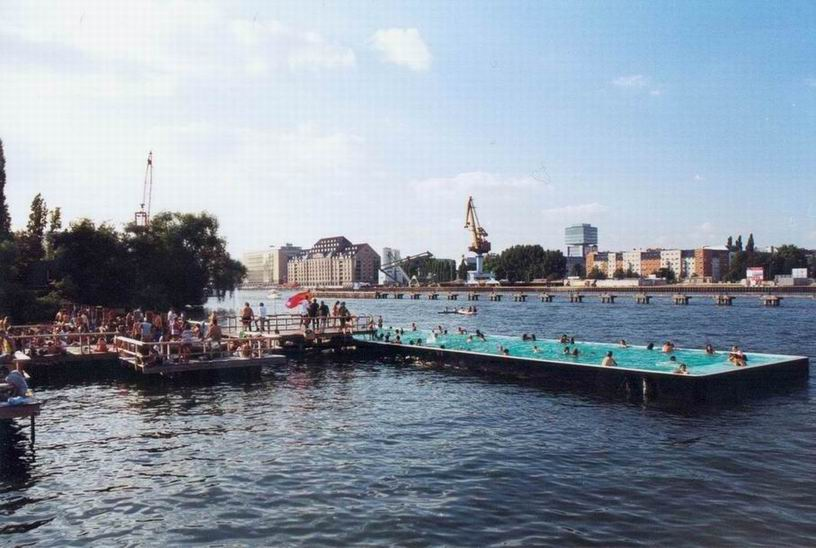
La Sprée à Berlin, au port est.
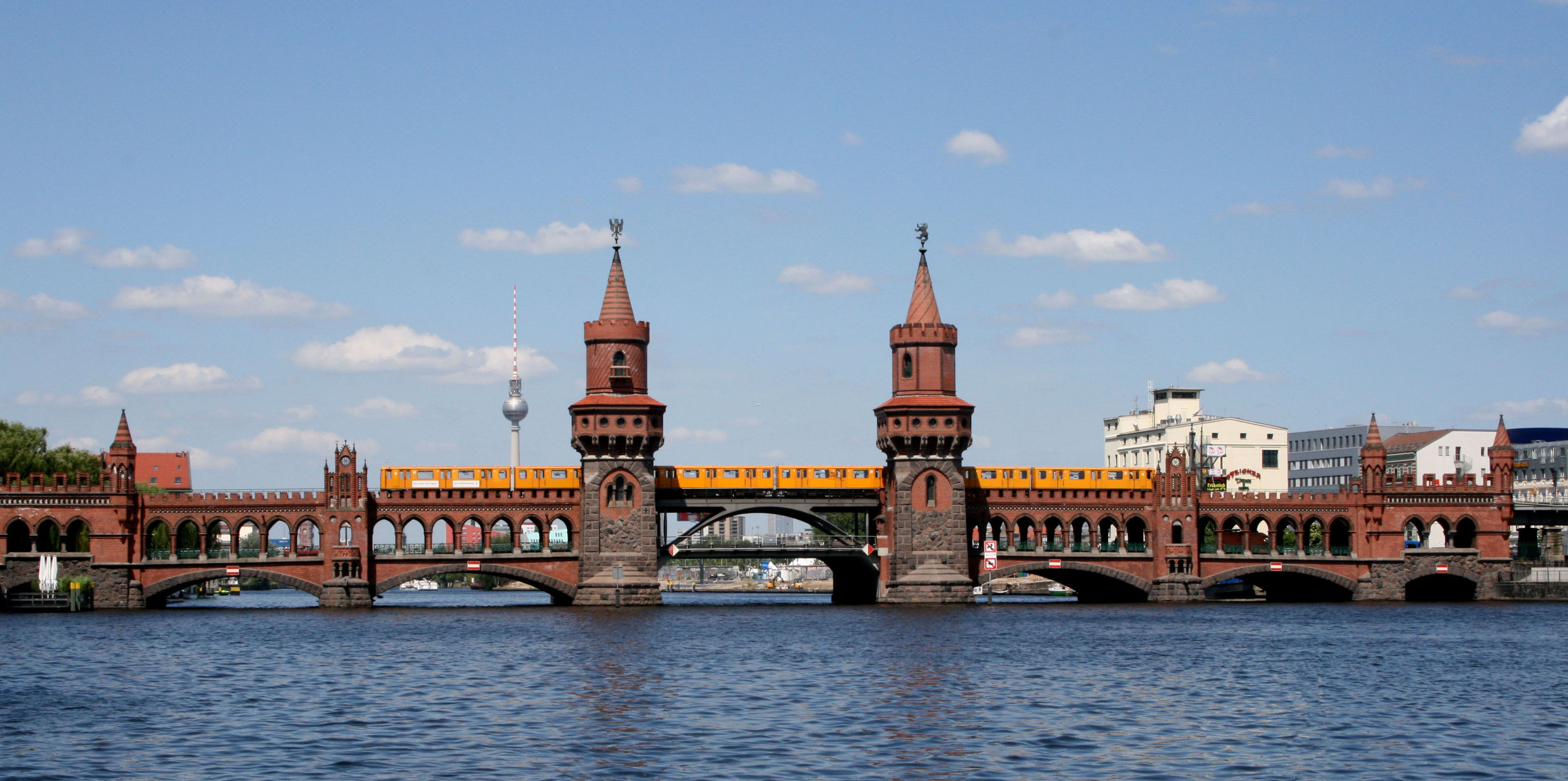
Le Oberbaumbrücke (« pont de la Barrière supérieure ») à la traverse de l'ancienne mure de l'accise.
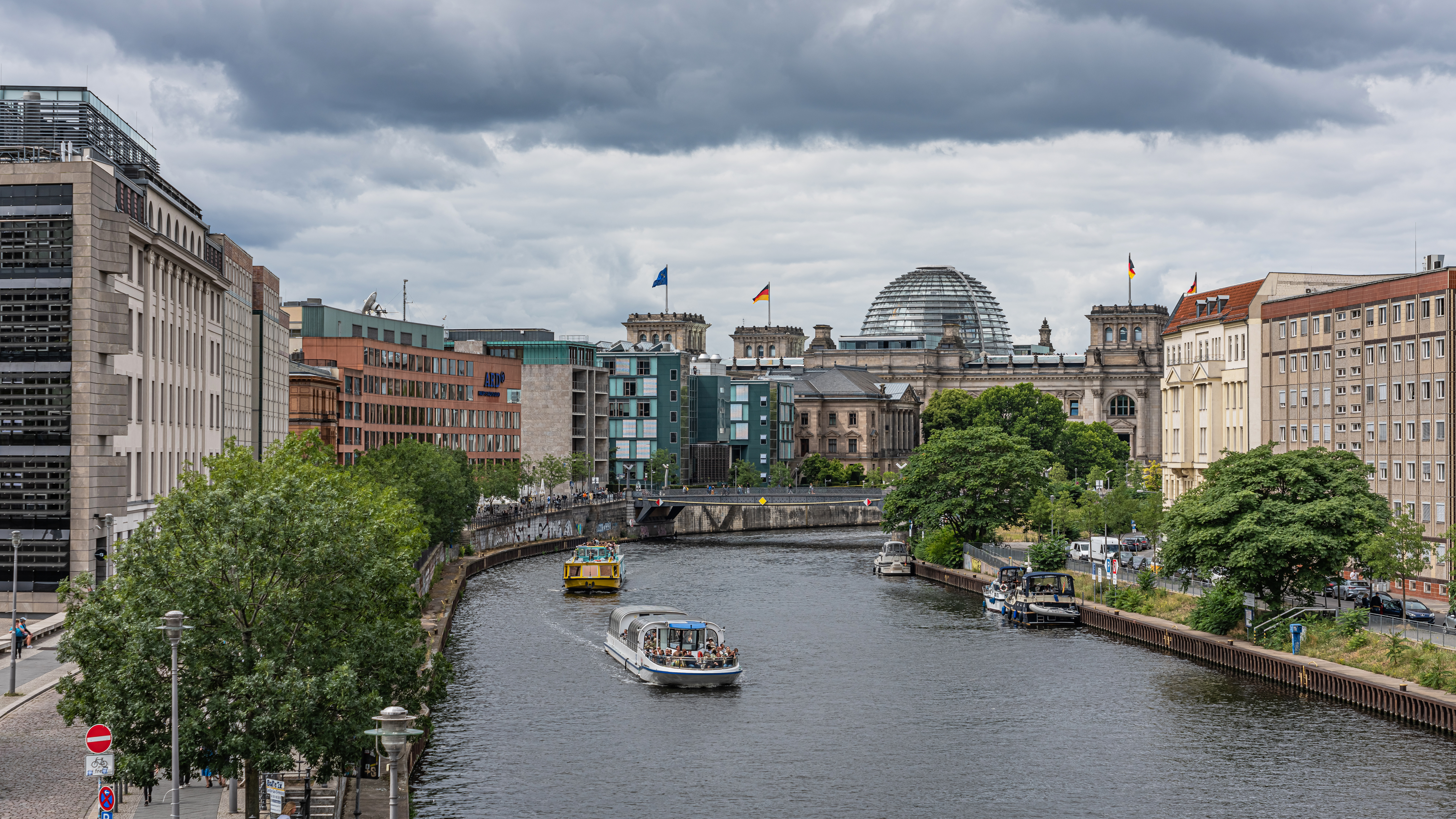
Le palais du Reichstag et les studios de l’ARD au bord de la Sprée.
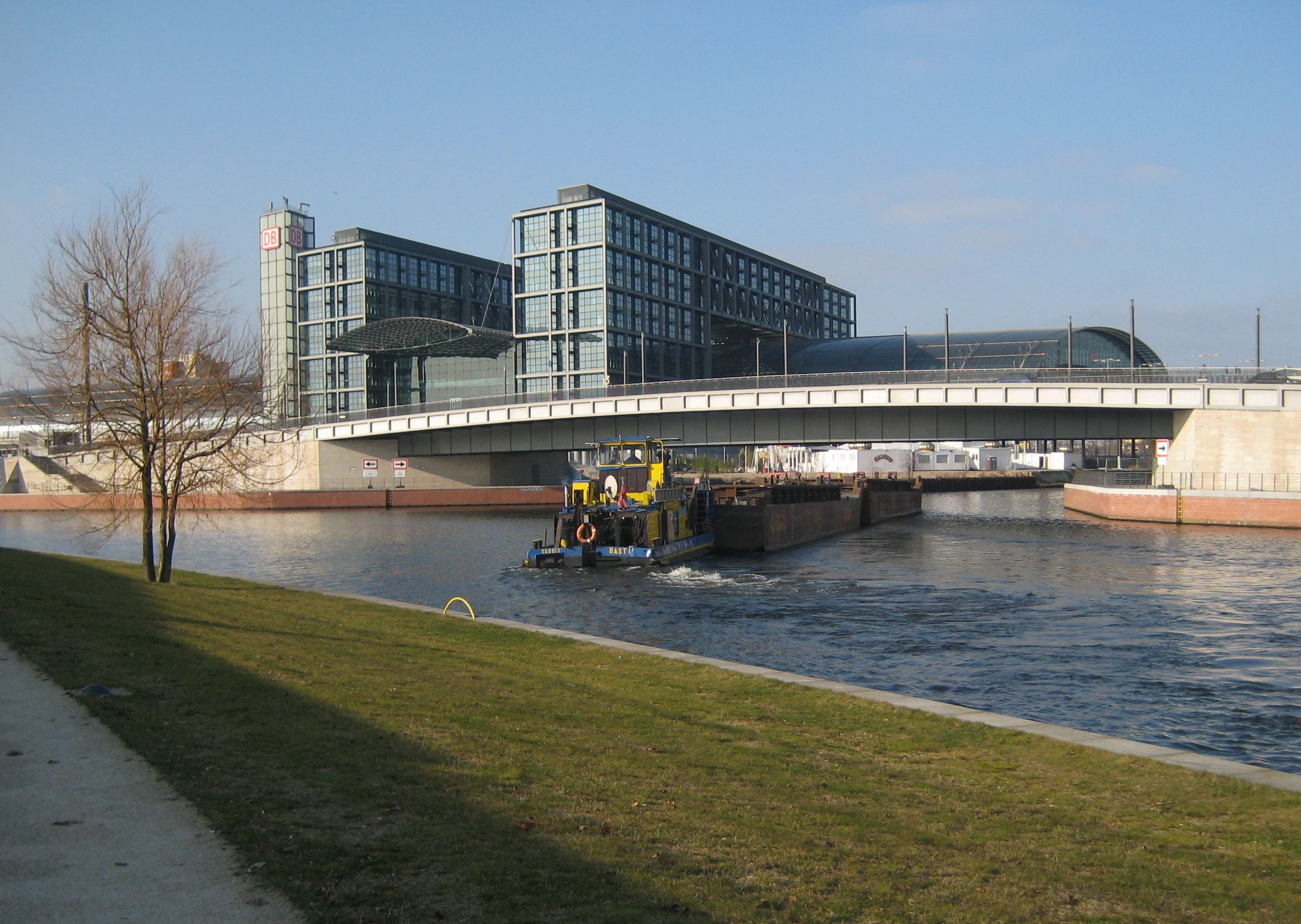
Bouche du canal de la navigation de Berlin à Spandau (de la haute Havel) avant de la Gare centrale.

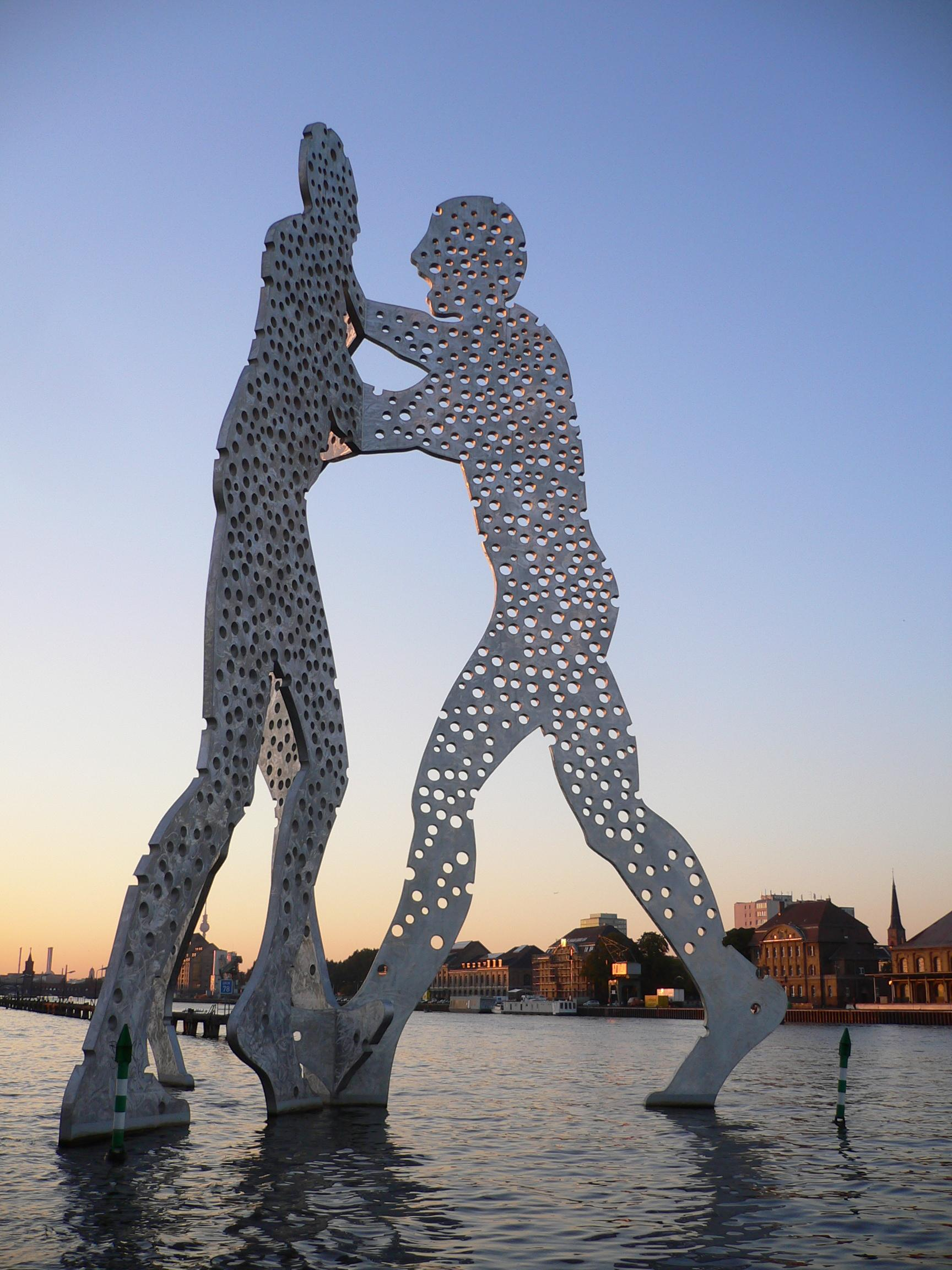
Molecule Man de Jonathan Borofsky sur la Sprée.

La Sprée est généralement considérée comme un affluent de la Havel, bien qu’elle soit un peu plus longue que cette dernière et que son débit à la confluence soit, avec 36 m3/s, plus de deux fois supérieur.

## Histoire
Après l'échec de la révolte spartakiste de Berlin en 1919, le corps de Rosa Luxemburg est jeté dans le Landwehrkanal, un canal qui fait office de bras secondaire de la Sprée.
Pendant la partition de la capitale allemande, elle servait en plusieurs endroits de frontière entre la zone Est et la zone Ouest de la ville.